# Tromantadina
Tromantadina, spesso prodotta e commercializzata come sale tromantadina cloridrato, è una molecola con azione di tipo antivirale utilizzata in medicina come rimedio topico nelle infezioni della cute e delle mucose causate da herpes simplex virus.
Come amantadina e rimantadina il composto deriva dalla molecola del cicloalcano adamantano.
In Italia viene venduta dalla società farmaceutica Merz Pharma Italia nella forma farmacologica di gel contenente l'1% di principio attivo con il nome commerciale di Drolanin.

## Farmacodinamica
Tromantadina è in grado di inattivare sia alcuni virus a DNA che altri appartenenti al gruppo dei virus ad RNA.
A differenza di amantadina il composto è efficace nell'inibire lo sviluppo degli herpes virus.
Tromantadina inibisce la sintesi del virione e la sintesi polipeptidica virale. In particolare sembra inibire molti eventi della  fase precoce, gli eventi che precedono la sintesi delle macromolecole, così come della fase tardiva del ciclo di replicazione virale (ovvero eventi quali l'assemblaggio delle particelle vitrali ed il loro rilascio dalle cellule).

Il composto modifica le glicoproteine delle cellule ospiti, impedendo quindi l'assorbimento del virus.
Inibisce inoltre la penetrazione del virus ed impedisce l'uncoating (la perdita dell'envelope virale, evento che ha luogo durante il processo di fusione con le membrane cellulari, con esposizione dell'acido nucleico) dei virioni.

## Farmacocinetica
A seguito di applicazione topica sulla cute sana o sulle lesioni erpetiche non si determina un apprezzabile assorbimento né significative concentrazioni nella circolazione sistemica.
In uno studio sperimentale tromantadina somministrata per via orale al dosaggio di 120 mg risultava escreta dall'organismo in gran parte immodificata attraverso l'emuntorio renale. È stato comunque possibile identificare sei metaboliti, dei quali i principali sono risultati la 1-aminoadamantina (amantadina) e la 1-adamantil-(2-idrossi)acetamide.

## Usi clinici
Tromantadina trova indicazione nel trattamento delle infezioni causate da herpes simplex a carico della cute o delle mucose.

Il composto si è dimostrato particolarmente efficace se viene impiegato nella fase precoce delle sopracitate infezioni.
Ulteriori indicazioni sono rappresentate dalla terapia dell'eczema erpetico e delle manifestazioni cutanee dell'herpes zoster.
Negli anni novanta sono stati eseguiti alcuni studi clinici di efficacia e di confronto con aciclovir e placebo.
Questi studi non hanno messo in evidenza alcuna rilevante differenza rispetto ad aciclovir nella durata temporale della sintomatologia e delle eruzioni vescicolari. Analogamente anche il tempo di guarigione clinica e la comparsa di nuove eruzioni non appariva significativamente ridotto rispetto al "vecchio" antivirale di confronto.

## Effetti collaterali ed indesiderati
Durante il trattamento con tromantadina gel, si possono verificare reazioni cutanee da ipersensibilità, ed in particolare può comparire una dermatite da contatto.

Tromantadina sembra possedere maggiore capacità allergizzante rispetto ad altre molecole utilizzate nel trattamento delle infezioni da herpes simplex, quali ad esempio aciclovir, deossiuridina, vidarabina, idoxuridina, trifluorotimidina.

Le reazioni da ipersensibilità si caratterizzano per un peggioramento della sintomatologia preesistente: il prurito si aggrava, viene riferita una maggiore sensazione di dolore e tensione, si osserva un incremento dell'arrossamento della cute con la formazione di noduli. In casi molto rari è stata osservata la formazione di ascessi e di sovrainfezioni anche gravi.

## Dosi terapeutiche
Nei soggetti adulti alla comparsa dei primi segni o sintomi (formicolio, senso di fastidio, arrossamento e prurito) è consigliata l'applicazione sulla zona cutanea interessata di una quantità di gel sufficiente a coprire adeguatamente il focolaio erpetico e l'area sintomatica. Si deve quindi massaggiare delicatamente per favorire l'assorbimento.
Il trattamento va prima possibile e deve continuare per alcuni giorni dopo che i sintomi non vengono più avvertiti dal soggetto.

## Controindicazioni
La tromantadina è controindicata nei soggetti con ipersensibilità nota al principio attivo oppure ad uno qualsiasi degli eccipienti utilizzati nelle diverse forme farmaceutiche.

Il composto non dovrebbe essere utilizzato in caso di preesistenti reazioni da ipersensibilità, oppure in caso di infezione da herpes simplex in una fase in cui sono già apparse le vescicole, specialmente se sono già evolute in croste.

## Gravidanza e allattamento
Allo stato attuale non esistono studi adeguati e ben controllati su donne in stato di gravidanza.
Gli studi sperimentali eseguiti sugli animali (per altro molto limitati) non hanno evidenziato effetti embriotossici o teratogenici.
È improbabile che tromantadina venga escreta nel latte umano dopo l'applicazione topica, sia per i bassi dosaggi utilizzati che per lo scarso assorbimento sistemico. Tuttavia allo stato delle conoscenze non vi è certezza di ciò. È perciò bene che le madri che allattano al seno evitino di utilizzare la molecola.